# Bocquegney
Bocquegney é uma comuna francesa na região administrativa do Grande Leste, no departamento de Vosges. Estende-se por uma área de 4.57 km², e possui 134 habitantes, segundo o censo de 2018, com uma densidade de 29 hab/km².